# Hoeperdepoep zat op de stoep
Hoeperdepoep (zat op de stoep) is een kort Nederlands feestliedje, dat vanaf de twintigste eeuw bekend is. Het wordt vaak in combinatie met andere feestliedjes gezongen, bijvoorbeeld als onderdeel van een polonaise.

## Inhoud
Het liedje heeft een onzintekst die van versie tot versie verschilt, maar meestal alleen draait om plezier hebben. Een mogelijke vorm luidt:
En Hoeperdepoep zat op de stoep
Kom laten we vrolijk wezen
En Happerdepap zat op de trap
Kom laten we vrolijk zijn
Laat ons, laat ons
Vreugde maken, vreugde maken.
Laat ons, laat ons
Vreugde maken en vrolijk zijn.

## Oorsprong
De oorsprong van de tekst en de melodie is niet bekend. Wel is de melodie eerder - begin twintigste eeuw - aangetroffen bij veldwerk in Vlaanderen. Daar luidde de tekst Mie Katoen komt morgennoen / Wij zullen een potje drinken of een variant daarop (drinklied).
De in Nederland bekende vorm is eveneens bij veldwerk opgetekend, steeds in combinatie met Overal waar de meisjes zijn of andere feestliedjes.

## Covers en verwijzingen
Hoeperdepoep wordt zelden in zijn eigenlijke vorm opgenomen, maar veel Nederlandse artiesten hebben de melodie gebruikt of er in hun teksten een toespeling op gemaakt. Zo maakte het Cocktail Trio een nummer Hoeperdepoep, nam Frans Halsema het op in zijn Boekenbal-Lade en verwerkte Drs. P het in zijn Evangelische polonaise (een vorm van zwarte humor waarin het lijden van Christus bezongen wordt in algemeen bekende volksliedjes). Drs. P noemt de titel ook in zijn Dodenrit. Toon Hermans noemde het lied als voorbeeld van een Nederlands volksliedje. Verder komt de melodie, weer in combinatie met vergelijkbare liedjes, voor in André van Duins carnavalslied Wij zijn de vuilnisman.